# Wilfried Haslauer junior

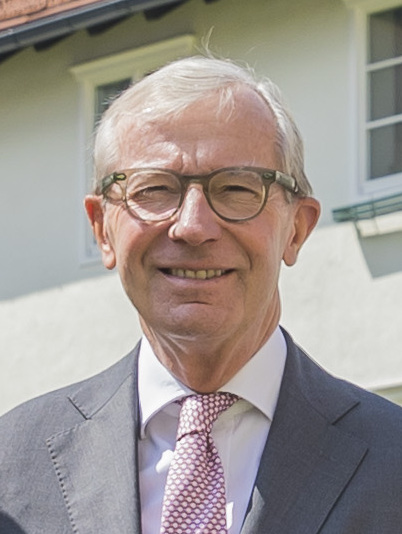
Wilfried Haslauer (2023)

Wilfried Haslauer junior (* 3. Mai 1956 in Salzburg) ist ein österreichischer Jurist und Politiker (ÖVP). Von Juni 2013 bis Juli 2025 hatte er das Amt des Landeshauptmannes des Bundeslandes Salzburg inne.

## Leben
Wilfried Haslauer, Sohn des ehemaligen Salzburger Landeshauptmanns Wilfried Haslauer senior, wuchs in Neumarkt am Wallersee auf, wo er auch die Volksschule besuchte. Nach der Matura am Akademischen Gymnasium in Salzburg studierte er Rechtswissenschaften in Salzburg und Wien. Das Studium schloss er 1979 mit dem Doktorat ab, wobei er noch zusätzlich Volkswirtschaft als Teilstudium absolvierte. Nach einem Gerichtsjahr in Wien und Salzburg verfolgte Haslauer den Weg der Anwaltslaufbahn.
Von 1985 bis 2004 war Wilfried Haslauer selbständiger Rechtsanwalt mit vier weiteren Partnern in Salzburg.
Er ist Mitglied der MKV-Verbindung K.ö.St.V. Almgau Salzburg und der ÖCV-Verbindungen Rheno-Juvavia Salzburg, Babenberg Wien und Rupertina Salzburg sowie Kürnberg Wien.
Wilfried Haslauer ist verheiratet und Vater von vier Kindern. Im Juni 2017 heiratete er in dritter Ehe seine Lebensgefährtin Christina Rößlhuber, Trauzeuge war Harald Preuner.
Von 2004 bis 2009 war er Mitglied des Aufsichtsrates der Salzburg AG; im Herbst 2018 wurde er als Nachfolger von Christian Struber zum Aufsichtsratsvorsitzenden bestellt.
Nach Ende seiner Amtszeit als Landeshauptmann im Juli 2025 kehrte er in seinen ursprünglichen Beruf als Rechtsanwalt zurück.

## Politische Laufbahn
Wilfried Haslauer war Kurator in der Denkfabrik der ÖVP, dem Seebrunner Kreis und Präsident der Dr.-Wilfried-Haslauer-Bibliothek, eines Forschungsinstitutes für politisch-historische Studien. Unter anderem wegen seiner Beziehungen zur Wirtschaft und Erfahrungen in ÖVP-Kreisen rückte er in der Landtagswahl 2004 an die Spitze der Salzburger Volkspartei.
Seit 28. April 2004 war Wilfried Haslauer junior stellvertretender Landeshauptmann von Salzburg und Landesobmann der Salzburger Volkspartei gewesen. In sein Aufgabengebiet fielen die Ressorts Wirtschaft, Tourismus, Betriebliche Forschung, Gemeinden, Verkehr, Landesmuseen- und Galerien sowie kulturelle Sonderprojekte.
Nach dem Erfolg seiner Partei bei der Landtagswahl in Salzburg 2013 wurde Haslauer am 19. Juni 2013 zum Landeshauptmann in der Landesregierung Haslauer jun. I gewählt. Nach der Landtagswahl 2018 wurde er am 13. Juni 2018 in der konstituierenden Landtagssitzung der 16. Gesetzgebungsperiode im Salzburger Landtag als Landeshauptmann der Landesregierung Haslauer jun. II einstimmig wiedergewählt. 
Nach der Landtagswahl 2023 bildete Haslauer eine Koalition mit der FPÖ, womit er Marlene Svazek zu seiner Stellvertreterin (Vizelandeshauptfrau) machte. Zuvor hatte die FPÖ Salzburg ihr bestes Ergebnis seit Parteigründung erreicht. Nach der Präsentation der neuen Landesregierung gab Haslauer an, dass er den 2. Landeshauptmann-Stellvertreter, Ex-Abgeordneten zum Nationalrat Stefan Schnöll als Nachfolger haben wolle. Am 9. Jänner 2025 wurde bekanntgegeben, dass Schnöll für das Amt aus privaten Gründen nicht zur Verfügung stehe und Karoline Edtstadler die Nachfolge als Landeshauptfrau antreten soll.

## Kontroversen
Im Zuge steigender Infektionszahlen in der  Covid-19-Pandemie resümierte Haslauer am 10. November 2021, Virologen würden Menschen zum Schutz vor einer Infektion am liebsten einsperren.
Ärzte und Wissenschaftler kritisierten ihn dafür scharf. Der Facharzt für Hygiene und Mikrobiologie Hans-Peter Hutter kritisierte Haslauers Behauptung und sagte, die damit vermittelte Botschaft sei „sowohl in Richtung Geimpfte als auch in Richtung Ungeimpfte falsch“.

## Schriften
- Wilfried Haslauer: Rede und Antwort. Anton Pustet, Salzburg 2010, ISBN 978-3-7025-0614-8.

## Auszeichnungen
- 2025: Ring des Landes Salzburg[17]